# Hermann Duncker
Hermann Ludwig Rudolph Duncker (* 24. Mai 1874 in Hamburg; † 22. Juni 1960 in Bernau bei Berlin) war ein deutscher KPD-Funktionär, marxistischer Historiker und Gesellschaftswissenschaftler sowie Dozent der Arbeiterbildung. Er war Mitbegründer der Marxistischen Arbeiterschule und von 1949 bis zu seinem Tod Rektor der FDGB-Gewerkschaftshochschule „Fritz Heckert“.

## Jugend und Studium

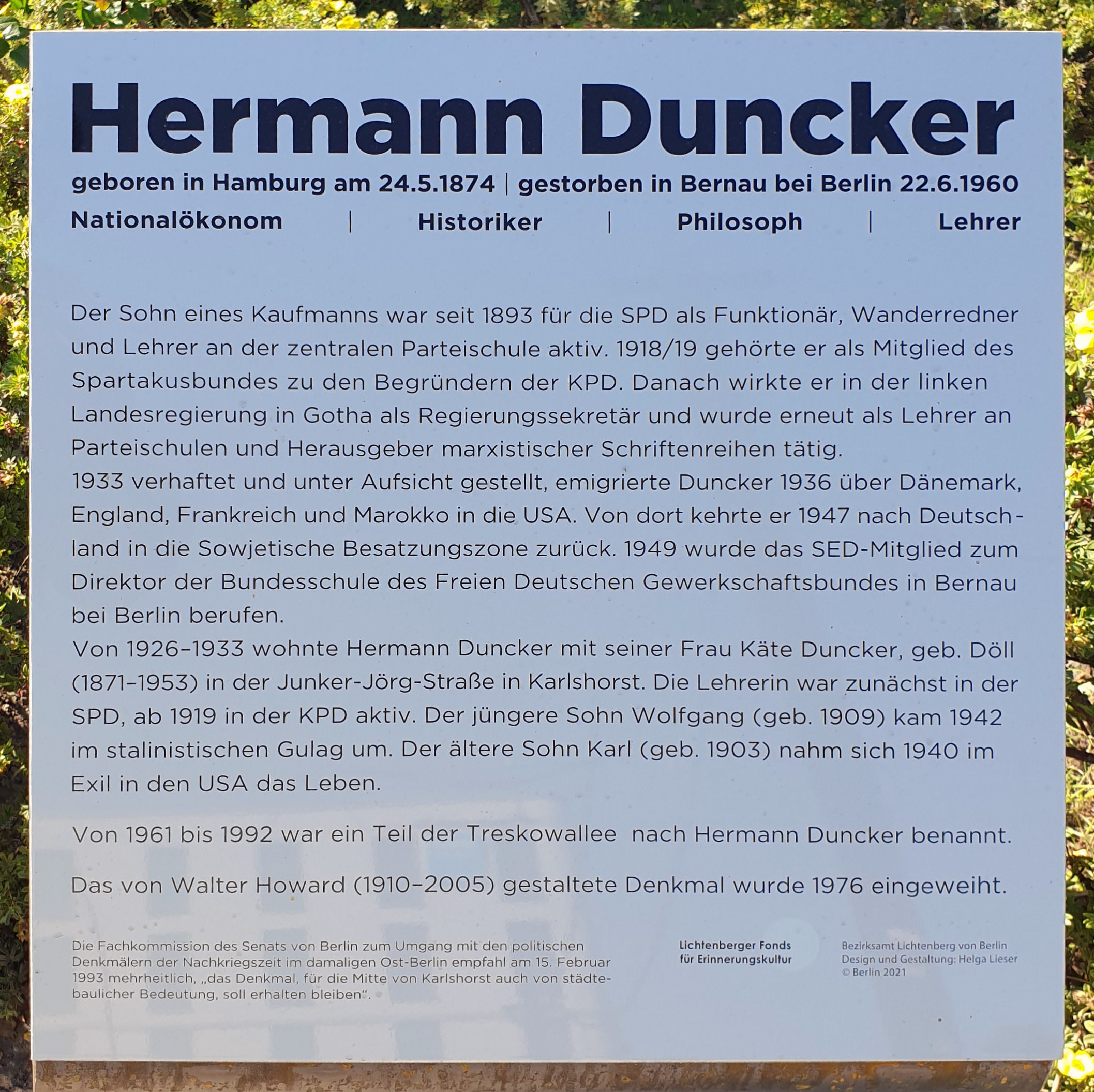
Gedenktafel Treskowallee 114 in Berlin-Karlshorst

Duncker wurde als Sohn eines Kaufmanns in Hamburg geboren. Nach dem geschäftlichen Bankrott und der Erkrankung des Vaters übersiedelte die Familie nach Göttingen, wo die Mutter als Lehrerin tätig war und ihrem Sohn den Besuch des Gymnasiums ermöglichte. Er besuchte von 1883 bis 1891 das Gymnasium in Göttingen. Anschließend nahm er ein Musikstudium am Konservatorium zu Leipzig auf. 1893 wurde er Mitglied der SPD. Nach Abschluss des Musikstudiums legte er 1896 als Externist in Goslar das Abitur ab und begann ein Studium der Nationalökonomie, Geschichte und Philosophie an der Universität Leipzig, seine Lehrer waren u. a. Wilhelm Wundt, Karl Bücher und Karl Lamprecht. Duncker promovierte 1903 zum Dr. phil., sein Dissertationsthema war Das mittelalterliche Dorfgewerbe.

## Familie
1898 heiratete er die damalige Lehrerin Käte Döll, die ebenfalls Publizistin, SPD- und KPD-Funktionärin sowie Aktivistin der sozialistischen Frauenbewegung wurde. Ihre gemeinsame Tochter Hedwig (1899–1996) wurde Ärztin mit eigener Praxis in Berlin-Charlottenburg. Der erste Sohn Karl Duncker (1903–1940) wurde Psychologe und einer der namhaftesten Vertreter der Gestalttheorie; er nahm sich 1940 im amerikanischen Exil das Leben. Der jüngste Sohn Wolfgang Duncker (* 5. Februar 1909) war ebenfalls Kommunist. Als Anhänger Nikolai Bucharins wurde er jedoch Opfer der Stalinschen Säuberungen (1937 verhaftet, 1942 im Arbeitslager Workuta verstorben), die Eltern erhielten erst 1948 Gewissheit über seinen Tod. Wolfgangs Frau Erika Duncker (1907–2001) überlebte mit dem Sohn Boris (geb. 1937 in Moskau) als Arbeiterin in einer Panzerfabrik. Sie kehrte mit ihrem zweiten Mann Felix Hartmann Ende 1945 nach Deutschland, in die SBZ, zurück, zog jedoch 1947 weiter in die Schweiz.

## Wanderlehrer, Publizist und Funktionär bei SPD und KPD

Hermann Duncker als Landsturmsoldat 1915 mit seiner Tochter Hedwig

Ab 1900 unterrichtete Duncker in Arbeiterbildungsvereinen, ab 1903 war er in der Redaktion der SPD-nahen Leipziger Volkszeitung tätig, die damals von Franz Mehring geleitet wurde. 1904–05 leitete er das Arbeitersekretariat in Leipzig, dann bis 1907 in Dresden. Nach dem Mannheimer Parteitag der SPD arbeitete Duncker als „Wanderlehrer“ der Sozialdemokratie. Von 1912 bis 1914 war er an der Zentralschule der Partei tätig. Im Ersten Weltkrieg musste er 1915–18 Militärdienst leisten.
Hermann Duncker war Mitbegründer des Spartakusbundes. Er nahm an der Novemberrevolution 1918 teil und gehörte zu den Gründern der KPD, deren erster Zentrale (Vorstand) er 1919 angehörte. Von 1920 bis 1933 war er erneut als Wanderlehrer tätig, er leitete regionale und zentrale Parteischulen der KPD. 1923 übernahm er die Schulungsabteilung der Zentrale. Innerhalb der Partei gehörte er der eher gemäßigten „Mittelgruppe“ an, die für eine Einheitsfront mit der SPD eintrat. Er war 1925 Mitbegründer und anschließend Leiter der Berliner Marxistischen Arbeiterschule (MASCH). 1927 bis 1928 war er Leiter der Bildungsabteilung des Zentralkomitees der KPD. Parallel verfasste er zahlreiche Schriften, u. a. die Reihen „Elementarbücher des Kommunismus“ und „Kleine Lenin-Bibliothek“. Da er dem „rechten“ Flügel der Partei nahestand, verlor er im Zuge der Radikalisierung der KPD nach 1929 seinen Einfluss. Im Jahr 1932 wurde er Mitglied der Arbeitsgemeinschaft zum Studium der sowjetischen Planwirtschaft (ARPLAN), deren Vorsitz Friedrich Lenz übernommen hatte und deren Geschäftsführer Arvid Harnack war.

## Verfolgung im Nationalsozialismus und Emigration
Kurz nach der Machtergreifung des NS-Regimes wurde Duncker im Februar 1933 in „Schutzhaft“ genommen. Er wurde in Spandau und im Zuchthaus Brandenburg eingesperrt und im November 1933 entlassen. Unter Polizeiaufsicht lebte er bis November 1936 im thüringischen Friedrichroda. Dann emigrierte er nach Dänemark zu seinem Freund Martin Andersen Nexø, 1937 weiter nach Großbritannien und 1938 nach Frankreich. Duncker war verzweifelt über die Verfolgung seines Sohnes Wolfgang sowie seines Freundes Nikolai Bucharin während des Großen Terrors in der Sowjetunion. Zudem geriet er aufgrund seiner Ablehnung des Hitler-Stalin-Pakts in Konflikt mit der KPD-Führung in Moskau. In Paris gab er Kurse an der Deutschen Volkshochschule, bis er vor dem Einmarsch der Wehrmacht im Sommer 1940 weiter in die sogenannte freie Zone des Vichy-Regimes in Südfrankreich floh.
Ende 1940 erreichte Käte Duncker, die bereits seit 1938 in den USA lebte, ein Visum, um ihren Mann nachzuholen. Im Mai 1941 reiste er von Marseille nach Casablanca, wo ihn jedoch die Vichy-Behörden einige Zeit als „feindlichen Ausländer“ internierten. Erst im September 1941 traf er in New York ein. Er gehörte ab 1944 der deutschen Exilorganisation Council for a Democratic Germany an.

## Professor und Leiter der FDGB-Schule

Grabplatte auf dem Zentralfriedhof Berlin-Friedrichsfelde

Im Mai 1947 kehrten Käte und Hermann Duncker aus den USA nach Deutschland zurück. Dort trat er in die SED ein. Im September 1947 wurde er ordentlicher Professor für Geschichte der sozialen Bewegungen und Dekan der Gesellschaftswissenschaftlichen Fakultät der Universität Rostock. Obwohl er fast erblindet war, wurde Duncker im Februar 1949 Rektor der FDGB-Bundesschule in Bernau bei Berlin. Aus dieser ging 1952 die Gewerkschaftshochschule „Fritz Heckert“ hervor, die Duncker bis zu seinem Tod im Juni 1960 leitete. Von 1955 bis 1960 war er zudem Mitglied des FDGB-Bundesvorstands.

## Bildliche Darstellungen Dunckers

### Darstellungen in der bildenden Kunst
- Walter Howard: Prof. Hermann Duncker (1959, Porträtstatuette, Bronze; Nationalgalerie Berlin)
- Ralf Ruby Schwedesky (* 1952): Hermann Duncker (1985, Öl auf Hartfaser, 80,4 × 60,2 cm; Sächsischer Kunstfonds)[10]

### Weitere fotografische Darstellung
- Abraham Pisarek: Porträt von Prof. Hermann Duncker (um 1948)[11]

## Ehrungen

### Ehrengrab
Hermann Duncker wurde mit einem Staatsbegräbnis gewürdigt, seine Urne erhielt an der Ringmauer der Gedenkstätte der Sozialisten in Berlin-Friedrichsfelde einen Platz.

### Auszeichnungen zu Lebzeiten
Die Universität Rostock ernannte Hermann Duncker bei seinem Ausscheiden 1949 zu ihrem Ehrensenator. Am 16. Juni 1953 erhielt er als eine der ersten Personen den Karl-Marx-Orden – die höchste staatliche Auszeichnung der DDR. Die Karl-Marx-Universität Leipzig verlieh ihm 1954 die Ehrendoktorwürde, am 14. Juni 1955 folgte die Auszeichnung mit dem Vaterländischen Verdienstorden in Gold.

### Briefmarke
Die Deutsche Post der DDR gab 1974 zu seinen Ehren eine Sondermarke in der Serie Persönlichkeiten der deutschen Arbeiterbewegung heraus.

### Ehrungen durch Namensverleihung

#### Orden und Medaillen
Nach Dunckers Tod wurden Mitarbeiter in wissenschaftlichen oder Einrichtungen des FDGB für „herausragende gewerkschaftliche Leistungen“ mit der Hermann-Duncker-Medaille geehrt.

#### Straßenbenennungen

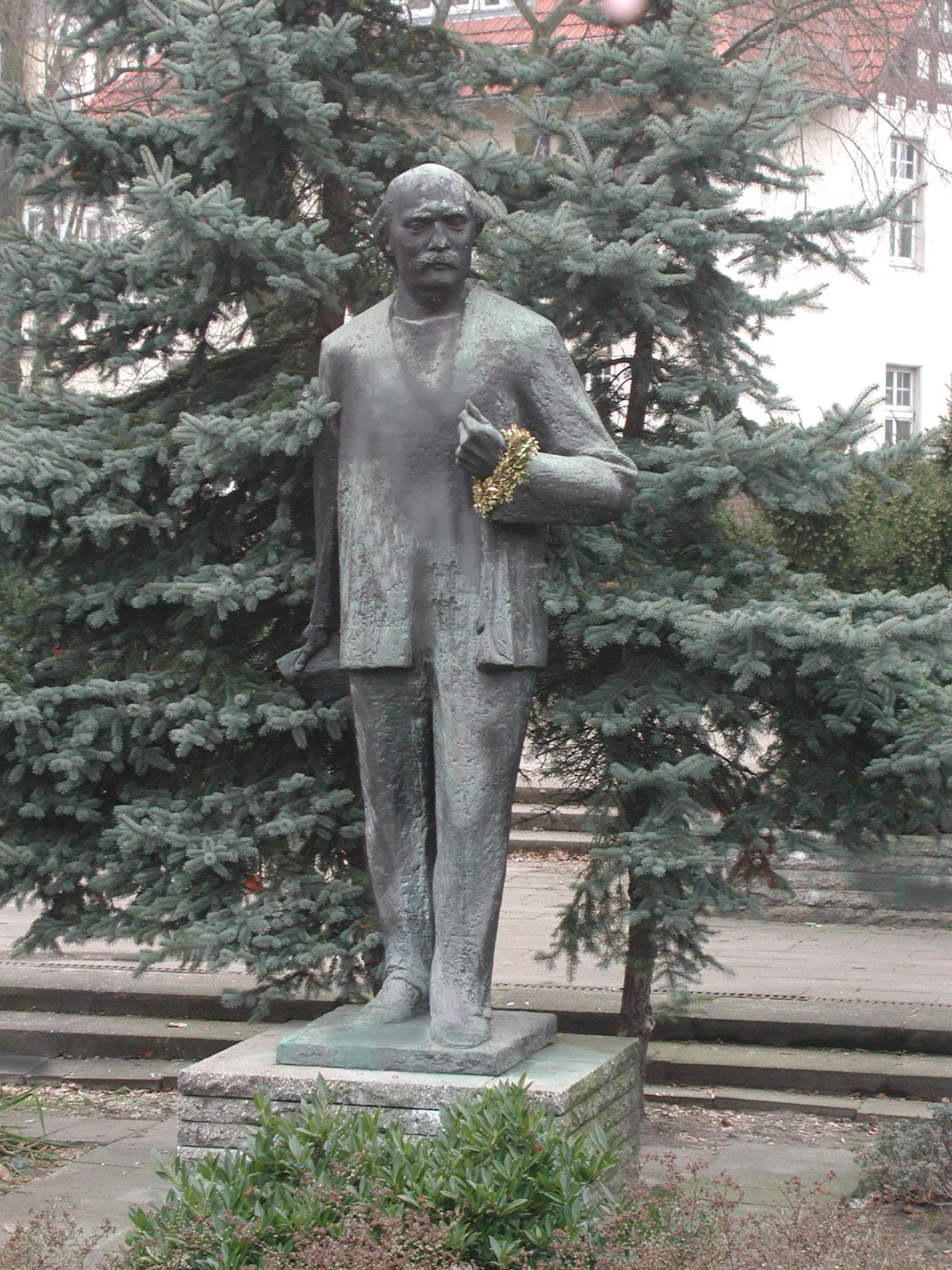
Denkmal in Berlin-Karlshorst

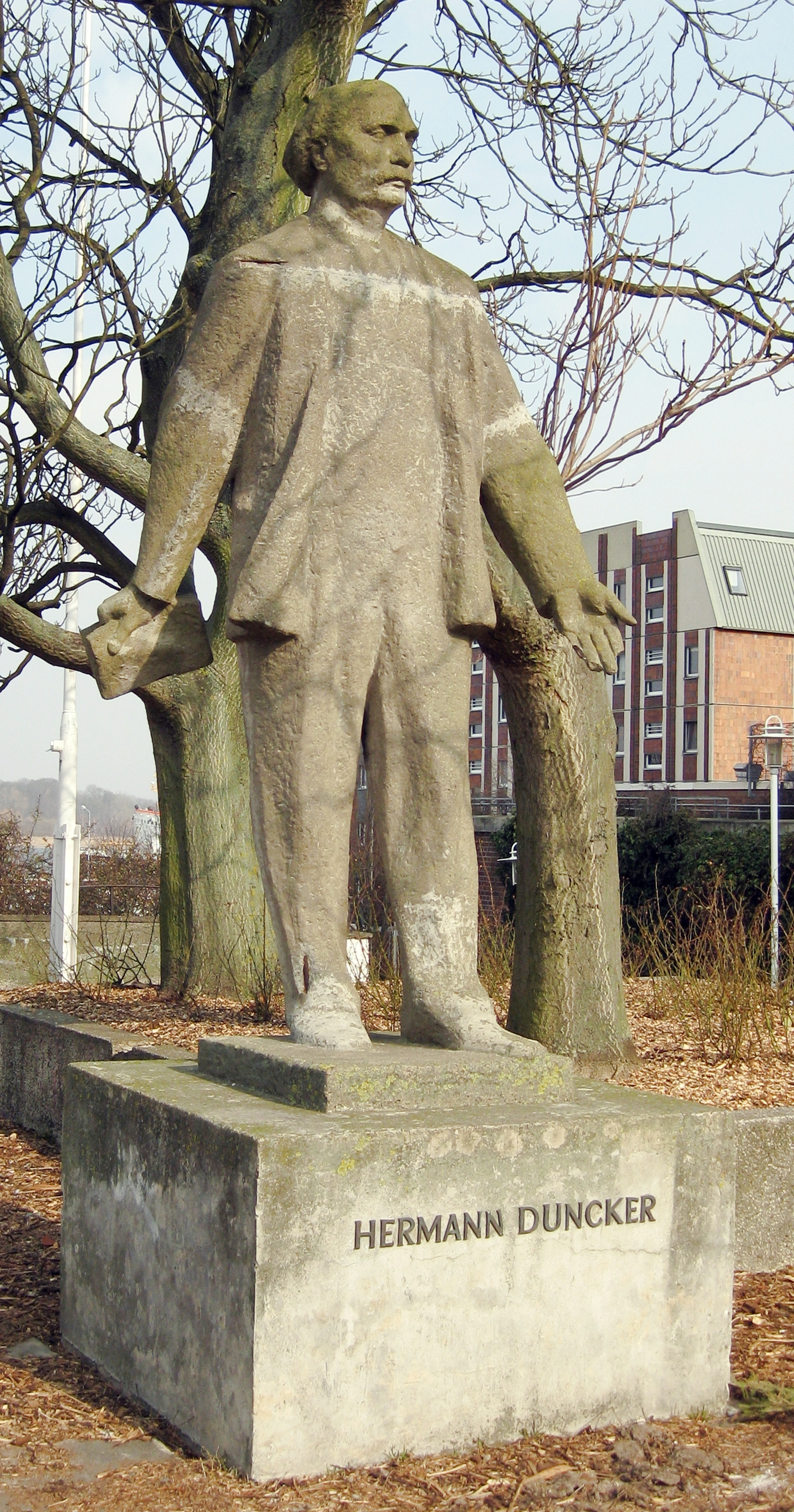
Denkmal in Rostock

In Berlin-Karlshorst war zur DDR-Zeit (ab 1961) eine Straße nach ihm benannt; sie wurde 1992 in Treskowallee zurückbenannt.
In Leipzig-Neulindenau wurde 1960 die seit 1908 nach dem Leipziger Stifter Gustav Heinrich Duncker († 1882) benannte Dunckerstraße in Dr.-Hermann-Duncker-Straße umbenannt. Das umgebende Gebiet wird Dunckerviertel genannt.
Eine Hermann-Duncker-Straße gibt es weiterhin in
- Bernau bei Berlin[16]
- Bad Saarow[17]
- Lutherstadt Wittenberg[18]

Eine Hermann-Duncker-Straße gab es in:
- Schwerin im Plattenbaugebiet Großer Dreesch 1
- Apolda, sie wurde 1993 in Dr.-Rudi-Moser-Straße umbenannt
- Tangerhütte, sie wurde in den 1960er Jahren in Schulstraße umbenannt

#### Schul- oder Betriebsnamen
Die jetzige evangelische Grundschule Berlin-Lichtenberg hieß zu DDR-Zeiten Hermann-Duncker-Oberschule.
In Schierke im Harz gab es das FDGB-Erholungsheim Hermann Duncker, ein solches auch in Heubach, Kreis Hildburghausen.
In der Klingenberger Siedlung Am Sachsenhof gab es die FDGB-Bezirksgewerkschaftsschule Hermann Duncker.
Im Gothaer Stadtteil Siebleben, zu DDR-Zeiten Gotha IV, trug die 1982 eröffnete Polytechnische Oberschule den Namen POS Hermann Duncker. Nach der Wende wurde sie nach dem Gothaer Verleger in Justus-Perthes-Oberschule umbenannt. Heute ist sie die Grundschule Gotha-Siebleben.
Von den 1970ern bis 1990 hieß ein optischer Betrieb in Rathenow VEB Augenoptik ‚Hermann Duncker‘ .
Im Jahr 1984 wurde aus dem ehemaligen Fla-Raketenregiment 16 die 41. Fla-Raketenbrigade (FRBr) der Nationalen Volksarmee (NVA) gebildet. Dieser Brigade wurde ebenfalls der Ehrenname Hermann Duncker verliehen.

### Denkmäler

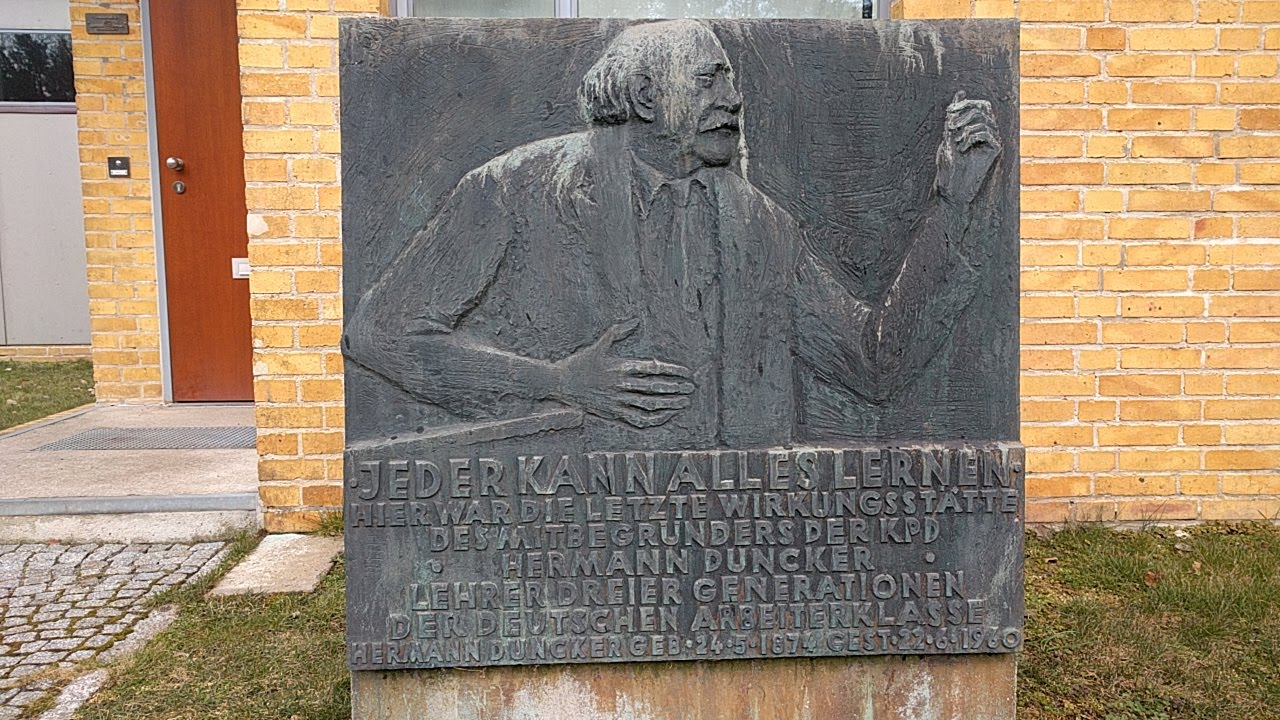
Bronzerelief in Bernau bei Berlin

In Berlin-Karlshorst befindet sich in einer kleinen Grünanlage in der Nähe des Bahnhofs Karlshorst ein vom Bildhauer Walter Howard angefertigtes und 1976 aufgestelltes Denkmal, das unter Denkmalschutz steht. Als Ergänzung wurde im August 2021 eine Gedenktafel für Hermann und Käte Duncker eingeweiht.
In Rostock erinnert ebenfalls ein Denkmal auf dem nach ihm benannten Platz an der Langen Straße an Hermann Duncker. Auch diese 1977 enthüllte Betonplastik wurde von Walter Howard gestaltet.
Im Garten der ehemaligen Bezirksgewerkschaftsschule des FDGB Hermann Duncker in der Klingenberger Siedlung Am Sachsenhof steht eine Büste von ihm. Ein Bronzerelief mit Inschrift steht vor seiner letzten Wirkungsstätte in Bernau.

## Schriften
- Das Recht auf das Leben. 1896
- Gewerkschaft und Klassenkampf. 1898
- Utopisten. 1909
- Was heißt Sozialismus? 1909
- Eine soziale Dichtung aus dem Altertum. 1910
- Das Programm der betrogenen Betrüger. 1923
- Das Abc des kapitalistischen Profits. 1925
- Über den Kampf Rosa Luxemburgs gegen den Reformismus. 1925/26
- Vorwort zu W. I. Lenin: Über Religion. 1926
- Engels’ Mahnruf. 1927
- Kautskys sozialistische Entwicklung von der Wissenschaft zur Utopie. 1927
- Marx und Engels im Kampf gegen den kleinbürgerlichen Sozialismus. 1928
- Das geistige Testament von Engels. 1928
- Auch für dich schrieb Marx „Das Kapital“! 1948
- Willensfreiheit? 1948
- Einführungen in den Marxismus. Ausgewählte Schriften und Reden. 2 Bde., Berlin 1958/59.
- Der Traum meines Lebens. Reden und Aufsätze. Berlin 1974.
- Eine Philosophie für das Proletariat. In: Sozialistische Monatshefte. 1 = 3 (1897), H. 7, S. 405–407 (PDF)